# Jaguaré (futebolista)
Jaguaré Bezerra de Vasconcelos (Rio de Janeiro, 14 de maio de 1905— Franco da Rocha, 24 de agosto de 1946) foi um jogador brasileiro de futebol que atuava como goleiro.
Jaguaré foi o primeiro goleiro em toda história do Futebol a marcar um gol, ainda em 1938.
Além disso, é creditado a Jaguaré o pioneirismo, no Brasil, de ser o primeiro goleiro a usar luvas. Ele trouxe a inovação após sua passagem pelo futebol europeu durante os anos 30. Conforme conta Paulo Guilherme, autor do livro “Heróis e Anti-Heróis da Camisa 1”: “Na sua estreia na Europa, Jaguaré usou luvas feitas de couro. Só que ele não estava preocupado com a melhora de seu rendimento, apenas não estava acostumado com o frio”.

## História
Com suas maravilhosas defesas, ele irritava os adversários. Com suas molecagens, ele ganhava todas as torcidas. Foi ídolo do Vasco, e um dia, trocou o futebol brasileiro pela Europa. Lá, seu gênio brincalhão não mereceu tantos aplausos. Quando voltou, estava sem um tostão, e teve um triste fim. Estivador por necessidade e goleiro por vocação, Jaguaré foi o primeiro jogador brasileiro a cortejar a publicidade. Durante os anos que defendeu o Vasco da Gama, e mesmo depois de sua transferência para a Europa, sempre foi noticias nos jornais. Os jornais inventavam muito coisa sobre Jaguaré. Mas, ele era um bom sujeito, uma criança crescida. Antes de chegar ao Vasco, Jaguaré carregava sacos de farinha no Moinho Inglês.
No primeiro treino ele abafou. Tinha uma auto-confiança dos que realmente sabiam o que queriam. O técnico Welfare implicou com o desleixado Jaguaré, mas terminou aceitando o goleiro como ele realmente era, relaxado, moleque, brincalhão e genial no gol. Não demorou muito, Jaguaré tinha uma legião de fãs. A cada partida inventava uma jogada nova, sempre para desmoralizar o adversário. Torcedores lembram que num jogo Vasco e Bangu, Jaguaré havia prometido que iria driblar Ladislau que já entrou em campo irritado. Na primeira jogada, o goleiro deu um tapinha na bola encobrindo Ladislau, e quando o atacante voltou o corpo, Jaguaré deu outro lençol e saiu girando a bola na ponta do dedo.

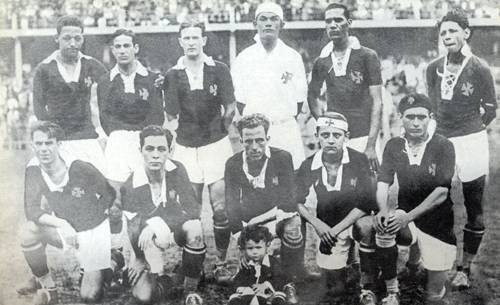
1929: Tinoco, Brilhante, Itália, Jaguaré, Fausto e Mola; Paschoal, Oitenta-e-Quatro, Russinho, Mário Mattos e Santana

Contra o América, Jaguaré quase mata Alfredinho de raiva. Primeiro defendeu um chute do atacante americano somente com uma das mãos. Depois atirou a bola na cabeça de Alfredinho para fazer nova defesa. Com tantas molecagens, nada mais natural que os estádios enchessem e a fama de Jaguaré inchasse. No livro de Mário Filho “Romance do Futebol Brasileiro”, muitos são os casos contados pelo falecido jornalista. O Vasco da Gama foi o campeão carioca de 1929. Como prêmio, o time realizou uma temporada em Portugal. Jaguaré ficou encantado com o profissionalismo. Terminou ficando pela Europa, junto com Fausto dos Santos, jogando no Barcelona, para depois se transferir para o futebol francês. De vez em quando, aparecia no Brasil e era um sucesso. Um dia, anunciou que iria treinar no Vasco. São Januário encheu. Jaguaré apareceu de terno branco e chapéu chile pendido de lado. Trocou de roupa e ficou igualzinho a um goleiro europeu, de boné e luvas. Foi o primeiro goleiro brasileiro a usar luvas.
Na Europa, as molecagens que fazia no Brasil não eram aceitas. Num jogo pela Copa da França, contra o Racing, fez uma defesa de bicicleta. Não foi mandado embora porque o Olympique venceu. Na Inglaterra, depois de uma defesa, atirou a bola na cabeça do adversário. O juiz parou o jogo, chamou o capitão do Olympique para adverti-lo que não iria admitir outra jogada como aquela, e puniu o time francês com um tiro livre indireto.

## Pós-carreira e morte
Jaguaré voltou ao Brasil para ficar. Voltou com medo da guerra. Chegou sem um tostão. O dinheiro que ganhou, e não foi pouco, gastou tudo pelas esquinas da vida. Voltou a ser estivador e quando falava do seu passado, todos riam e não acreditavam no ex-goleiro.
Há várias versões para a morte de Jaguare, só sabendo que sua morte foi precoce aos 41 anos, em 24 de agosto de 1946, no Hospital Psiquiátrico do Juqueri, em Franco da Rocha. Algumas fontes afirmam que Jaguaré havia se envolvido em uma briga e que foi espancado até a morte por policiais. Em outra versão, diz que após ser preso, acabou batendo a cabeça na parede, sendo transferido para o Manicômio Judiciário de Franco da Rocha (mais conhecido como Juquery), sendo hospitalizado e falecendo pouco depois. Há ainda, uma terceira versão que diz que Jaguaré foi esfaqueado. Porém, nenhuma das fontes é dita como verdadeira.

## Títulos
Vasco da Gama
- Campeonato Carioca: 1929
- Torneio Início do Rio de Janeiro: 1929, 1930 e 1931
- Copa Myrurgia (Espanha): 1931[7]
- Taça Monroe: 1930[8] [9]

Barcelona
- Copa Cataluña: 1931 e 1932

Olympique de Marseille
- Campeonato Francês: 1937
- Copa da França: 1938

Seleção Carioca
- Campeonato Brasileiro de Seleções Estaduais: 1928

## Nota
↑ Há divergências em relação à data de seu nascimento: algumas fontes apontam para 14 de julho, outras para 14 de maio, com referências tanto ao ano de 1900 quanto a 1905. Diz-se que o próprio jogador ignorava o dia em que nasceu.